# سيليفيا كرو
سيدة سيلفيا كرو، (30 يونيو 1997 - 15 سبتمبر 1901) كانت مهندسة مناظر الطبيعية ومصممة حدائق إنجليزية.

## السيرة الذاتية
ولدت كرو في بانبري، أوكسفوردشاير، ابنة بياتريس (ني ستوكتون)وآير كرو، الشركة المصنعة للخزائن. تقاعد والدها مبكرًا بسبب اعتلال صحته وانتقلت إلى عائلة فيلبريدج، ساسكس، للعمل كمزارعة فواكه. التحقت كرو بمدرسة بيرخامستد للبنات، هيرتفوردشاير من عام 1908 إلى عام 1912، ونتيجة لمعاناتها من مرض السل، كانت أيضًا تدرس في المنزل في مزرعة العائلة.  تدربت تحت إشراف مادلين آغار في كلية سوانلي للبستنة (تم استيعابها لاحقًا في كلية هادلو، والتي استمرت في تدريس دورات جامعة غرينتش في تصميم الحديقة).  بعد الكلية خدمت كرو فترة تدريب مهني مع إدوارد وايت في شركة سن اند وايت ميلينار، ثم عملت كمصممة حدائق ومناظر طبيعية لمدة 14 عامًا. في يوليو 1939، تم انتخابها لمجلس معهد مهندسي المناظر الطبيعية، وفيما بعد معهد المناظر الطبيعية. خلال الحرب العالمية الثانية، خدمت كرو في فرنسا مع الجيش البولندي.
بعد الحرب، شغلت كرو منصب رئيس معهد مهندسي المناظر الطبيعية من 1957 إلى 1959 وقدمت مساهمات مهمة في تخطيط المناظر الطبيعية للمدن والطرق والغابات الجديدة. بين مشاريعها البارزة حديقة السطح الخاصة بمبنى الأرامل الاسكتلنديين في إدنبرة، والتي تم إنشاؤها باستخدام النباتات الاسكتلندية المحلية.
في عام 1969، صمم مهندس المناظر الطبيعية كينيث بوث أبراج التبريد لمحطة طاقة ايرون بريدج بي وتأثر بشدة بالنصيحة الواردة في كتاب مشهد قوة كرو (1958).
في منتصف القرن العشرين، كانت قاعة سوتون السفلى في نورثوب في فلينتشاير تنتمي إلى عائلة غراي. في عام 1972، شغلت ستيفن ألكسندر ريث جراي منصب رئيس شرطة فلينتشاير والرئيس التنفيذي لشركة شوتون ستيلوكس. كلفت كرو وريموند كوتبوش بإعادة تصميم الحدائق وبقيت كما تبدو اليوم، مع ميزات رسمية وغير رسمية تشمل الحدود العشبية وتحوطات الطقسوس وأسرة الجزر مع زراعة مختلطة.
حصلت كرو على الدكتوراه الفخرية من جامعة هيريوت وات عام 1977.
توفيت كرو في مستشفى سانت ماري، لندن في 30 يونيو 1997 من التهاب قصبي رئوي. لم تتزوج قط.

## الجوائز[12]
- البنك المركزي المصري1967؛ دبى1973.
- المعهد المشارك لمهندسي المناظر الطبيعية (أي ال ايه) 1934؛ زميل أي ال ايه 1945.
- السكرتيرة الفخرية للاتحاد الدولي لهندسة المناظر الطبيعية (آي أف ال ايه) 1949-54؛ نائبة رئيس آي أف ال ايه 1954، 1962، 1964-1969؛ الأمين العام للاي اف ال ايه 1956-59؛ عضو مختار في المجلس 1960-1961.
- رئيسة أي ال ايه1957-59؛ عضو مراسل في الجمعية الأمريكية لمهندسي المناظر الطبيعية (ايه اس ال ايه) 1960؛ رئيسة أي اف ال ايه بالإنابة 1970؛ رئيس مجلس الشجرة 1974-1976.
- هون فريبا1969؛ هون فيرتبي 1970؛ هون ديليت، نيوكاسل 1976؛ هون ديليت، هيريوت وات 1976؛ هون لد، ساسكس 1978؛ زميل شرف في المعهد الأسترالي لمهندسي المناظر الطبيعية عام 1978؛ زمالة الشرف في معهد تشارترد فورسترس 1984؛ ميدالية ال أي الذهبية 1986؛ وسام الجمعية الأمريكية لمهندسي المناظر الطبيعية 1988؛ ميدالية الشرف ار اتش اس فيكتوريا 1990؛ الميدالية الذهبية للمعهد الأسترالي لمهندسي المناظر الطبيعية 1990.
- امرأة العام 1960.

## العمل الكتابي
- منظر الغد. لندن: المطبعة المعمارية، 1956.
- تصميم الحدائق. لندن: كونتري لايف، 1956.
- مشهد القوة. لندن: المطبعة المعمارية 1958.[8]
- المناظر الطبيعية للطرق. لندن: المطبعة المعمارية، 1960.
- مساحة للعيش: هندسة المناظر الطبيعية والمهن المرتبطة بها (محرر) أمستردام: جامباتان، 1961.
- تشكيل مشهد الغد. أمستردام: دجامبتان، 1964.
- الغابات في المناظر الطبيعية. لندن: اتش ام اس اوه 1966 (مع تسفي ميلر).
- تخطيط المناظر الطبيعية: سياسة لعالم مزدحم. مورجس، سويسرا: آي يو سي أن، 1969.
- المناظر الطبيعية للخزانات. لندن: اتحاد سلطات الأنهار، 1969.
- حدائق موغول الهند تاريخ ودليل. لندن، التايمز وهدسون، 1972 (مع شيلا هايوود، سوزان جيليكو وجوردون باترسون).
- نمط المناظر الطبيعية. تشيتشيستر: باكارد للنشر، 1988 (مع ماري ميتشل).